# Paola Calderón
Lesly Paola Calderón Valle (Santa Rita (El Salvador), 19 de marzo de 2002) más conocida como Paola Calderón, es una futbolista salvadoreña que juega como delantera para Alianza FC y la Selección femenina de fútbol de El Salvador.

## Primeros años de vida
Calderón nació en Santa Rita, Chalatenango.

## Carrera

### A nivel de clubes
Calderón ha jugado para AD Legends y Club Deportivo FAS y actualmente lo hace en Alianza Women, los tres siendo de El Salvador.

### En el extranjero
Calderón jugó para El Salvador en la categoría absoluta durante la clasificación para el Preolímpico Femenino de Concacaf de 2020.